# Malviks kommun
Malviks kommun (norska: Malvik kommune) är en kommun i Trøndelag fylke i Norge. Kommunens centralort är tätorten Hommelvik.

## Administrativ historik
Malviks kommun bildades 1891 genom utbrytning ur dåvarande Strinda kommun. Resterande delar av Strinden tillhör sedan 1964 Trondheims kommun.

## Kommunvapen
Blasonering: I gull en svart tiur.
(I fält av guld en svart tjäder.)
Kommunvapnet godkändes genom kunglig resolution den 23 juli 1982. Tjädern, den största av skogsfåglarna, har valts som en symbol för kommunens rika naturupplevelser.

## Tätorter
I Malviks kommun finns tre tätorter:
- Hommelvik (centralort)
- Malvik (delvis i Trondheims kommun)
- Muruvik

Orten Smiskaret har tidigare räknats som en egen tätort men räknas numera som en del av tätorten Hommelvik.

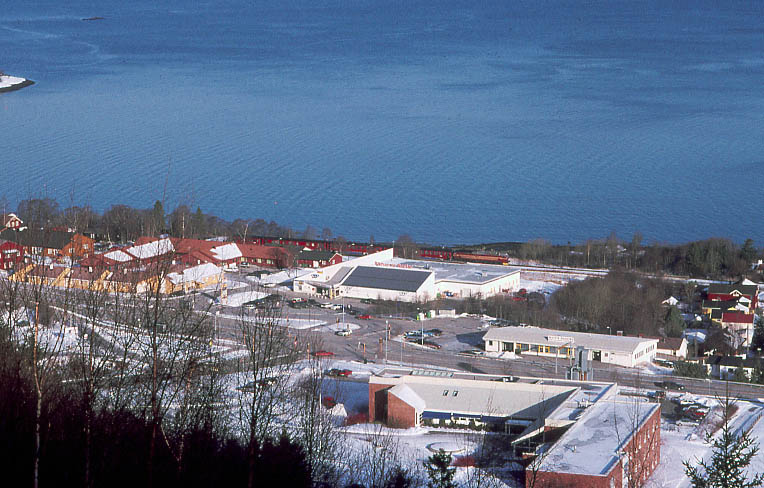
Vikhammer.

## Socknar
Inom Norska kyrkan är Malviks kommun indelad i två socknar:
- Hommelviks socken
- Malviks socken

Socknarna ingår i Stjørdals prosteri i Nidaros stift.